# Boi I
Boi I era faraó do Antigo Egito, que reinou em data desconhecida em algum momento entre o fim de Nacada IIc e início de Nacada IIIa (3500–3220/3200 a.C.). Seu nome está em cerâmica achada no Túmulo U-j de Abidos de Escorpião I. Em sua reconstrução, Günter Dreyer estipulou que é sexto faraó mais antigo conhecido do Antigo Egito, tendo sido antecedido por Touro I e sucedido por Cegonha. Boi, e outros, é historiograficamente agrupado na dinastia 00. Outros estudiosos, como Francesco Raffaele, trabalham com a hipótese de que, na verdade, Boi pode ser o nome de um lugar ou outra coisa.